# Эд-Дахилия
Эд-Дахили́я (араб. المنطقة الداخلية‎) — мухафаза (с 28 октября 2011 года) в Султанате Оман.
- Административный центр — город Низва.
- Площадь — 31 900 км², население — 326 651 человек (2010 год).

## География
Расположен во внутренних областях северной части страны.
На севере граничит с регионом Эль-Батина, на северо-востоке с мухафазой Маскат, на востоке с регионом Эш-Шаркия, на юге с регионом Эль-Вуста, на западе с регионом Эз-Захира.
Одной из достопримечательностей региона является недавно открытая пещера Эль-Хута — одна из крупнейших пещер в странах Персидского залива.

## Административное деление
Регион Эд-Дахилия делится на 8 вилайетов с центрами в городах:
- Низва
- Сумаил
- Бахла
- Адам
- Эль-Хамра
- Манах
- Изки
- Бидбид